# Namkha
Namkha (en népalais : नाम्खा) est une municipalité rurale du Népal située dans le district de Humla. Au recensement de 2011, elle comptait 3 900 habitants.
Elle regroupe les anciens comités de développement villageois de Hepka, Khagalgaun, Muchu et Limi.